# Asymmetrisk taktart
Asymmetrisk taktart är musik som inte framförs i vanliga, symmetriska takter som 2/4, 3/4, 4/4, 6/8 med mera. Vanliga exempel är sammansatta takter som 3/4 + 2/4 = 5/4 eller 3/8 + 2/8 + 2/8 = 7/8-takt. Vid första lyssningen kan det låta ovant, men när man vant sig kan det ofta bli väl så svängigt.
Asymmetriska taktarter har använts en del i modern klassisk musik (ex. Bartók); i folkmusik och i alternativ rockmusik såsom den progressiva rocken. Ett välkänt exempel från TV-världen är vinjettmusiken till Mission: Impossible som går 3/8 + 3/8 + 2/8 + 2/8 = 5/4. Pink Floyds Money är 7/4 (förutom gitarrsolot som går i 4/4) och jazzlåten Take five av Paul Desmond går i femtakt.